# Veit Werner von Zimmern
Veit Werner Freiherr von Zimmern (* 15. Juni 1479 in Meßkirch; † 25. April 1499 in Sulz am Neckar) war ein Mitglied der Familie der Herren von Zimmern.
Veit Werner ist der älteste Bruder von Johannes Werner d. J., Gottfried Werner und Wilhelm Werner von Zimmern und Onkel von Froben Christoph von Zimmern, dem Verfasser der Zimmerischen Chronik. Wegen seines frühen Todes wird er in dieser Konstellation meist nicht wahrgenommen, seine Bedeutung liegt aber darin, die Rückgewinnung der Zimmerischen Güter im Zuge der Werdenbergfehde mit der Rückeroberung Oberndorfs eingeleitet zu haben.

## Leben
Im Zuge der Werdenbergfehde ab 1487 verlor sein Vater Johannes Werner d. Ä. wegen der gegen ihn verhängten Reichsacht seine Besitzungen. Vor dem kaiserlichen Hofgericht in Rottweil übertrug dieser am Dienstag vor Mariä Geburt (8. September) 1487, seine beiden Herrschaften Meßkirch und Oberndorf an seine vier Söhne und vier Töchter. Da diese noch nicht mündig waren, konnten sie ihre Rechte aber nicht durchsetzen.
Die beiden ältesten Söhne, also Veit Werner und Johannes Werner, wurden an den Hof von Kurfürst Philipp Pfalzgraf bei Rhein nach Heidelberg geschickt.
Nach dem Tod seines Vaters lehnte es Veit Werner ab, weiter auf die Ansprüche seiner Vorfahren zu verzichten. Mit der Rückendeckung seiner pfalzgräflichen Gönner, sowie Eberhards im Bart von Württemberg und der Stadt Rottweil, eroberte er am 5. Dezember 1496 Oberndorf zurück.
Er hoffte, dass Maximilian I. ihm die mit Oberndorf verbundenen Lehen bestätigen würde. Aber dies war ein zu klarer Bruch des soeben verkündeten Ewigen Landfriedens.
Auf dem Reichstag in Lindau sprach Maximilian I. am 7. Februar 1497 einen erneuten Bann gegen Veit Werner und die Stadt Rottweil aus. Dennoch bemühte sich Maximilian I. um eine diplomatische Lösung des Konflikts, wobei er dabei bewusst auf Zeit spielte.
Die Besuche auf diversen Schiedstagen, bei Reichstagen und bei Hofe strapazierten die finanziellen Möglichkeiten Veit Werners. Er fühlte sich gedemütigt, da er seinen Aufenthalt am kaiserlichen Hof nicht mehr aus eigener Tasche finanzieren konnte. Er musste Herzog Georg den Reichen von Bayern-Landshut um Geld anpumpen.
Maximilian I. lenkte endlich ein. Er setzte Eitel Friedrich II. von Hohenzollern und Wolf von Fürstenberg bis zu einem endgültigen Schiedsspruch als Sequester in der Herrschaft Meßkirch ein und Werdenberg händigte die Herrschaft zwei Monate später über. Der Bann gegen Veit Werner wurde aufgehoben, aber mit der Auflage sich den Werdenbergern fernzuhalten. Die Werdenbergfehde hätte hiermit beendigt sein können.
Aber der junge Heißsporn konnte seine Rachegelüste nicht zügeln. Veit Werner wollte Haug von Werdenberg auf seinem Weg zu einem Schiedstag überfallen. Haug von Werdenberg ritt aber wegen einer plötzlichen Erkrankung nicht selbst, so dass sich beim erfolgten Überfall Haugs Neffe nur mit Mühe retten konnte. Einige der Begleiter wurden erschlagen oder ertranken bei der Flucht in der Donau.
Weitere Schiedssprüche waren erwartungsgemäß wenig zimmernfreundlich. Die Auseinandersetzung hatte aber Veit Werner körperlich geschwächt. Auf dem Weg zur Teilnahme am Schweizerkrieg brach er bei Sulz vor Erschöpfung zusammen und starb einen Tag später, am 25. April 1499.
Die von der Zimmerischen Chronik beschriebenen Symptome deuten auf eine depressionsbegleitende körperliche Schwächung hin und eine damit verbundene stärkere Infektionsanfälligkeit, aber die Chronik äußert auch den Verdacht, Veit Werner könne vergiftet worden sein.